# Osvaldo Pugliese
Osvaldo Pedro Pugliese (Buenos Aires, 2 de diciembre de 1905 - ibid., 25 de julio de 1995) fue un pianista, director y compositor argentino dedicado al tango.

## Infancia
Nació el 2 de diciembre de 1905 en el barrio porteño de Villa Crespo, en el seno de una familia de músicos. Su padre, Adolfo Pugliese, músico de la guardia vieja tocaba la [[flauta traversa en la orquesta Pocholo. Dos de sus hermanos mayores, Vicente Salvador y Alberto Roque, también eran músicos.
Adolfo, su padre, lo ayudó a hacer sus primeros "palotes" en la música, le compró un Piano Fröster alemán en 1922 con el que hizo toda su carrera desde Pedro Maffia hasta sus últimos días, ese piano hoy está en La fundación la casa del tango. Casado en primeras nupcias con María Concepción Florio en 1936 hasta que queda viudo en 1971. Tuvieron una hija Lucela Delma Pugliese (La Beba) quien hizo toda su carrera de piano con Vicente Scaramuzza en ese mismo piano..
Estudió con grandes maestros como Vicente Scaramuzza y Pedro Rubione, con los cuales se convirtió en un extraordinario pianista.

## Orquesta

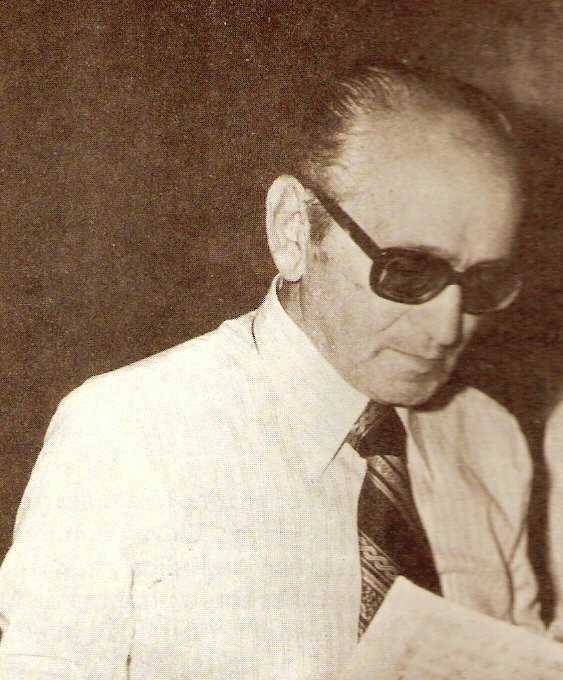
Osvaldo Pugliese.

A los quince años ya integraba un trío junto al bandoneonista Domingo Faillac y el violinista Alfredo Ferrito, con los que debutó ante el público en un bar de barrio llamado Café de la Chancha, nombre que le otorgaran los parroquianos en alusión a la poca higiene de su dueño y del lugar.
Tiempo después pudo llegar a la Gran Ciudad, Buenos Aires, donde debutó integrando un conjunto que tenía, como particularidad, a la primera mujer bandoneonista del país: Francisca Cruz Bernardo, más conocida como "Paquita", "La Flor de Villa Crespo", directora de aquella orquesta típica, quien aceptó su alejamiento en aras de un mejor porvenir económico.
Más tarde, y ya con mucha más experiencia y soltura, formó parte del cuarteto de Enrique Pollet (1924), y luego de la orquesta de otro famoso de su tiempo, Roberto Firpo. Ya en 1926, era el pianista de la orquesta del gran bandoneonista Pedro Maffia, continuado con su ascenso en el mundo del tango y tomando cada día más y más prestigio.
Pero el sueño de Osvaldo Pugliese era tener su propia orquesta. Fue así que se desvinculó de la de Pedro Maffia, en 1929, junto con el violinista Elvino Vardaro para formar su propio conjunto. Ambos tocaron por primera vez en el café Nacional con gran repercusión, lo que los empujó a hacer una gira por todo el país. Sin embargo, la gira fue un fracaso económico y debieron empeñar parte de sus instrumentos para conseguir los pasajes de regreso a su ciudad. A su retorno integró la orquesta de Alfredo Gobbi y más tarde acompañó a Daniel Héctor Álvarez, Roberto Firpo y Miguel Caló.
Pero Pugliese nunca abandonó su sueño y fue así que en 1936 creó un sexteto junto a Alfredo Calabró, Juan Abelardo Fernández y Marcos Madrigal (bandoneones), Rolando Curzel y Juan Pedro Potenza (violines), Aniceto Rossi (contrabajo), del cual era su director. Debutaron en la famosa Avenida Corrientes, en el Germinal. Este fue el punto de partida de su orquesta, que fue presentada en el café El Nacional el 11 de agosto de 1939, con la dirección de Pugliese desde el piano y Enrique Alessio, Osvaldo Ruggiero y Eduardo Raimundo Armengol en bandoneones, Enrique Camerano, Julio Carrasco y Jaime Tursky en violines, Aniceto Rossi en contrabajo y, como cantor, Amadeo Mandarino, orquesta que, aunque con los lógicos recambios, lo acompañó durante 55 años. Así, por ejemplo, a fines de 1943 Oscar Herrero se incorporó como segundo en la fila de violines y estuvo en la orquesta 25 años y trabajó junto a Emilio Balcarce (que reemplazó a Tursky) y Francisco Sammartino (viola).
Durante ese período, Don Osvaldo compuso más de 150 temas, algunos muy famosos como Recuerdo, La Beba, Negracha, Malandraca y su himno La yumba. Además grabó más de 600 temas de otros autores.
Por su orquesta pasaron cantores de la talla de Roberto Beltrán, Roberto Chanel, Alberto Morán, desde 1944, Jorge Vidal, Jorge Maciel, Miguel Montero, Ricardo Medina,  Alfredo Belusi, Adrián Guida y Abel Córdoba, este último cantó durante 30 años en la orquesta de Pugliese.
Tal era la talla artística de este hombre que en 1985 logra lo que nadie hasta entonces: el 26 de diciembre de ese año, para festejar su cumpleaños número 80, su orquesta tocaría en el conocidísimo Teatro Colón de la Ciudad de Buenos Aires, lugar reservado casi exclusivamente para la música y lírica académicas. Obviamente el teatro estaba repleto de público viendo al maestro interpretar obras de sus, por entonces, 46 años ininterrumpidos de actividad.
Tocando entre otros con Federico Scorticatti:Charlo y Adhelma Falcón. Ese año reemplaza a Cobián en un cuarteto con Roberto Firpo y Miguel Caló. 

## Política
Pugliese también era un ciudadano comprometido con la sociedad. En 1935 impulsó el Sindicato Argentino de Músicos del que fue el afiliado número 5. Inició, entonces, una lucha "... donde el trabajo sea una dignidad personal y no un castigo". En 1936 se afilió al joven Partido Comunista Argentino (108 era su número de afiliación), siendo perseguido y en encarcelado en 1948, sin embargo está versión seria desmentida por el propio Pugliese quien aclararía "Esos son bolazos, leyenda pura; había hecho cola - en la comisaria- para sacar la cédula y lo invitaron a tomar un café para garronearle unas entradas a la milonga, no más". En su primera presentación radial después de la caída de Perón, ejecutó el tango Ya no cantás chingolo. Durante la Revolución Libertadora las persecuciones no fueron tan sistemáticas pero en abril de 1957 fue detenido junto con otros comunistas en el marco de la Operación Cardenal.
Fue durante la década de los años 50 que la orquesta del maestro Pugliese animó las milongas del Club Atlético Palermo, que por entonces era un reducto opositor a las políticas oficiales de gobierno, en tanto su orquesta estaba prohibida en radiodifusión.

## Fallecimiento
Finalmente, el 25 de julio de 1995 y después de una breve enfermedad, falleció a los 89 años en la ciudad de Buenos Aires, su ciudad. Sus restos fueron velados en el Concejo Deliberante de la Ciudad de Buenos Aires y luego llevados hacia el cementerio de la Chacarita por la emblemática avenida Corrientes a contramano del tránsito. Allí descansan, en un imponente mausoleo construido con el aporte de amantes del tango de muchos países del mundo a partir del trabajo de una Comisión de Amigos y de la perseverancia y el empuje de su viuda y compañera de vida Lydia Elman. Para gozo de aquellos que lo admiraron, su estirpe sigue viva en otra gran pianista: Beba Pugliese, su hija y en Carla Pugliese, su nieta, también pianista y gran innovadora del tango.

## Premios

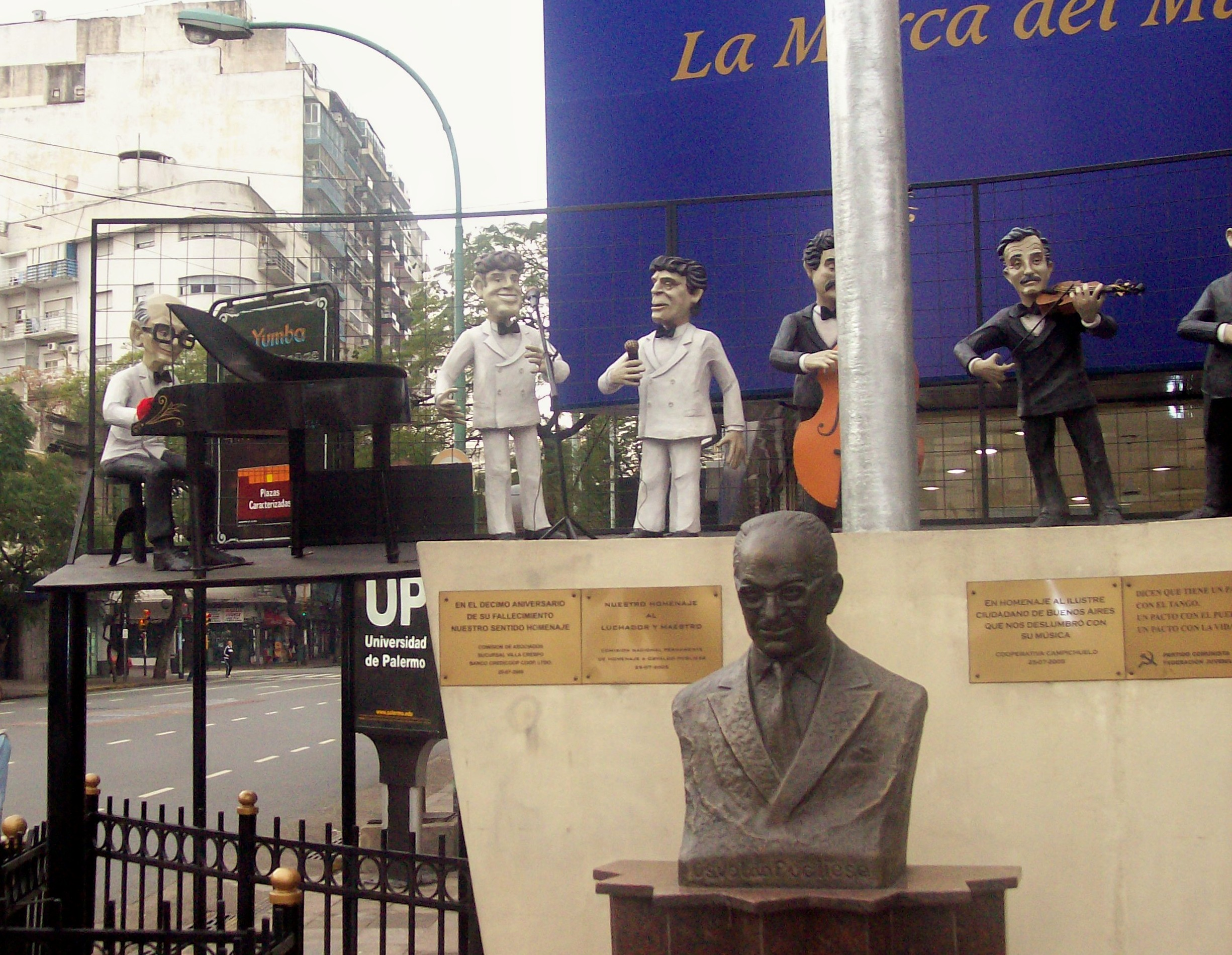
Monumento y Plazoleta a Osvaldo Pugliese, en Villa Crespo, a pocos metros del lugar donde naciera.

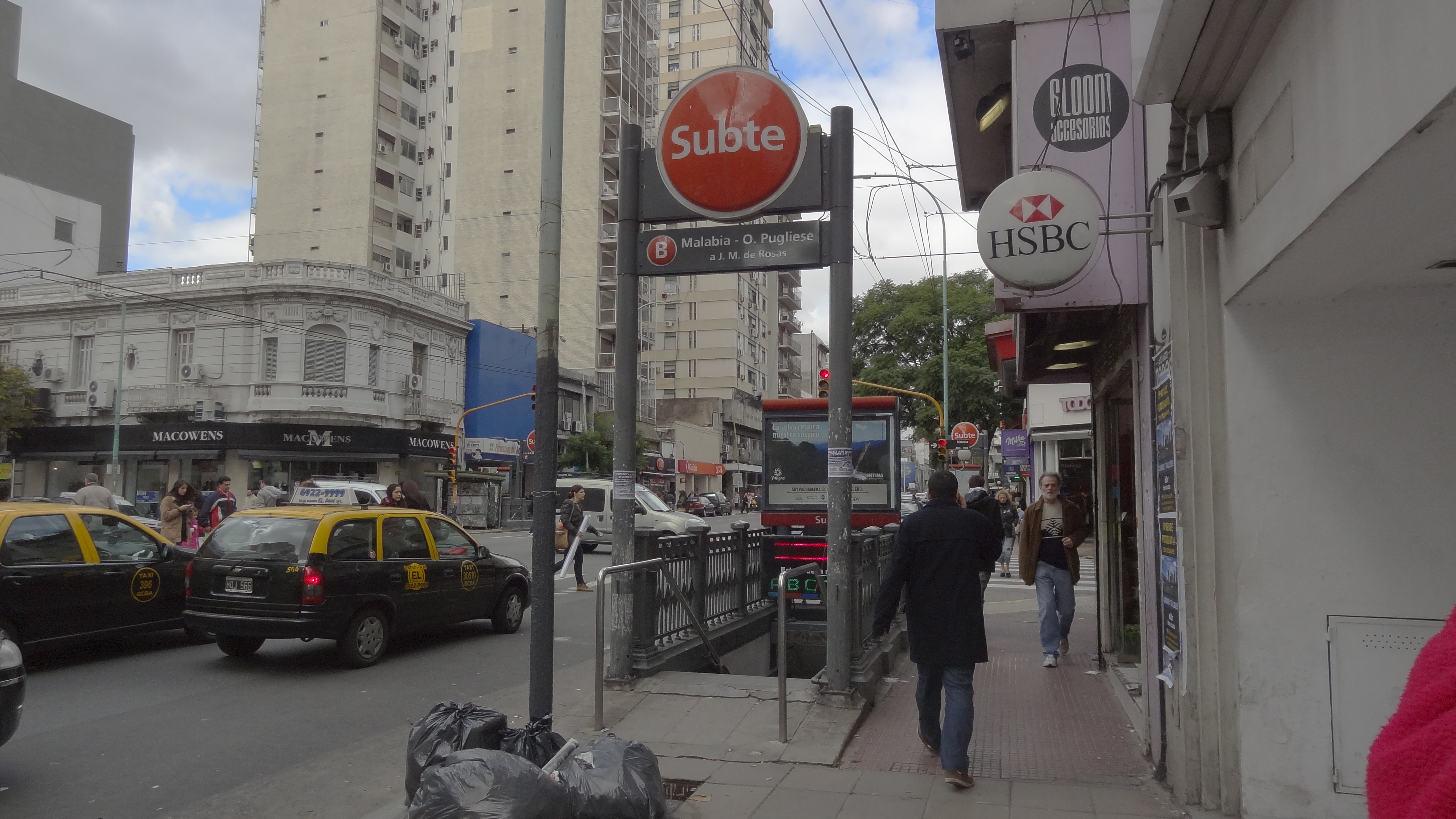
En su honor una estación de la línea B del subte porteño fue en 2009 renombrada "Estación Malabia-Osvaldo Pugliese".

Recibió innumerables distinciones. El gobierno de Cuba le otorgó la medalla Alejo Carpentier, la más importante distinción cultural de la isla, el gobierno francés lo nombró Commandeur de L'Ordre des Arts et Lettres en 1988. En tanto su ciudad, la Ciudad de Buenos Aires, lo declaró Ciudadano Ilustre en 1986. En 1989, la Sociedad Argentina de Autores y Compositores de Música (SADAIC) y la Asociación de Coleccionistas de Tango, descubrieron una placa en la Avenida Corrientes (al 960) en conmemoración de los 50 años del Maestro frente a su orquesta. En 1990, recibió el título de Académico Honorario de la Academia Nacional del Tango.
Recibió el Premio Konex en tres ocasiones: en 1985 por Director de Orquesta típica (Platino), en 1995 una mención especial y en 2005 un premio de honor.
La estación Malabia de la línea B de subterráneos de Buenos Aires pasó a llamarse Malabia-Osvaldo Pugliese a partir del 2011, luego de una campaña de varios años en la que miles de vecinos de su Villa Crespo natal y admiradores por doquier firmaron un petitorio para ello.
En la cultura popular Osvaldo Pugliese se ganó el mote de anti-mufa (es decir, de atraer la buena suerte). Razón por la cual muchos dicen: "Pugliese, Pugliese, Pugliese" como "hechizo" de buena fortuna.

## Filmografía
Actor
- Mis cinco hijos (1948).
- Tango y Tango (1984): documental coproducción de Argentina y Cuba dirigido por Mauricio Berú filmado en La Habana durante el Festival Internacional del Tango.
- Convivencia (1993).
- Muchas gracias maestro (1993): documental no terminado.